# Medicago glomerata
Medicago glomerata là một loài thực vật có hoa trong họ Đậu. Loài này được Balb. miêu tả khoa học đầu tiên.

## Hình ảnh

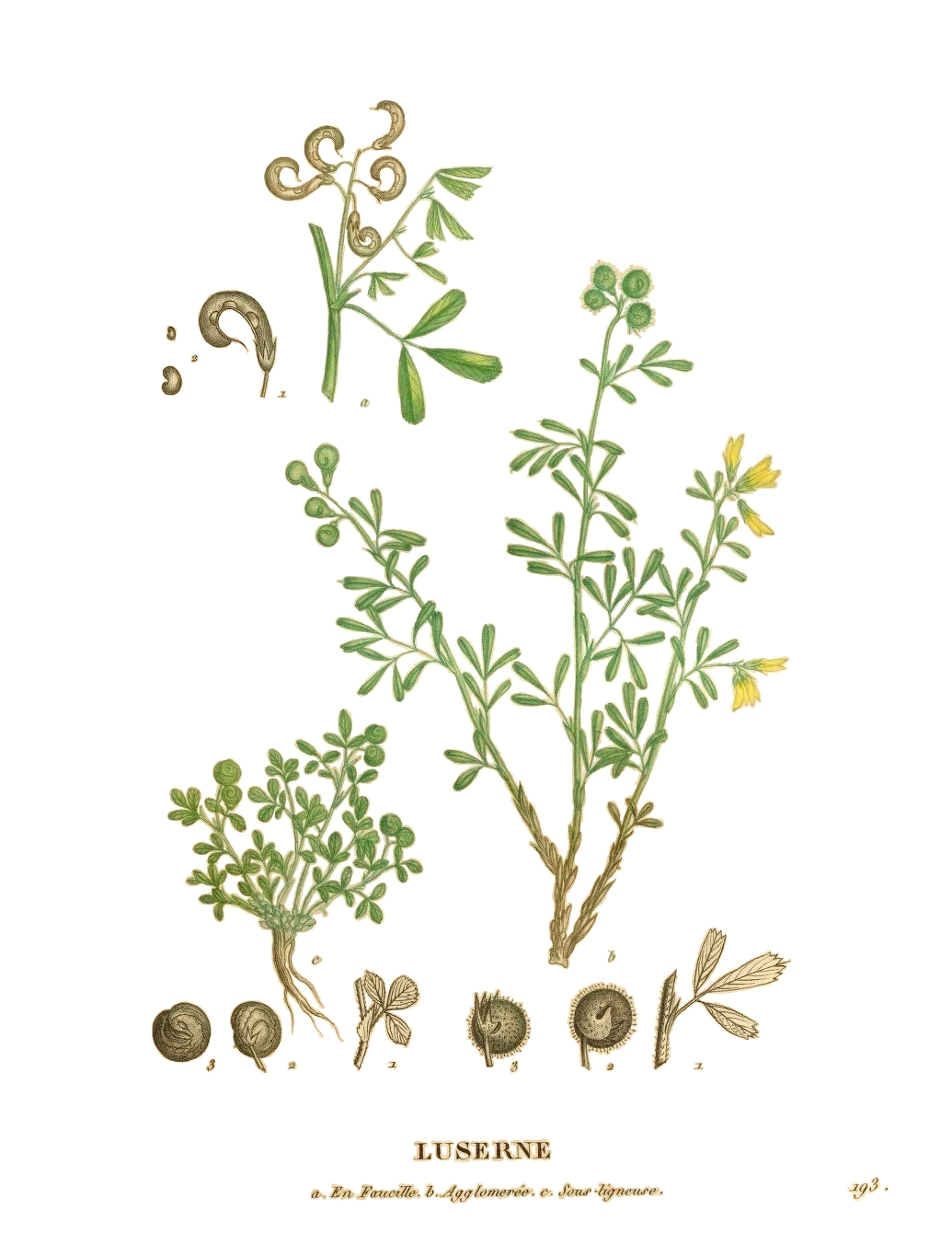
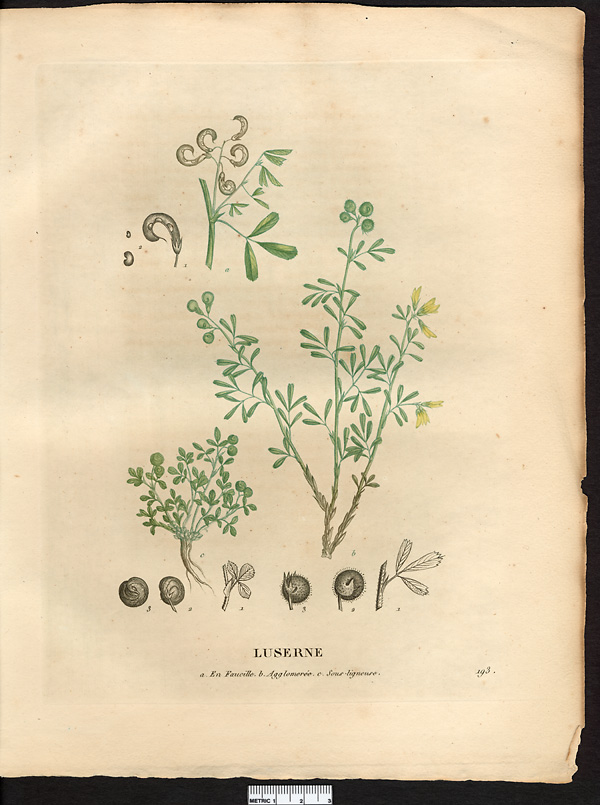